# Jelena Sochrjakova
Jelena Sergejevna Sochrjakova (Russisch: Еле́на Серге́евна Сохряко́ва) (Ivanovo, 4 november 1990) is een Russisch langebaanschaatsster. Ze is een allroundster met goede lange afstanden.

## Carrière
Op de wereldkampioenschappen schaatsen junioren 2010 won Sochrjakova brons op de 3000 meter en werd zesde in het allroundklassement. Op de wereldkampioenschappen schaatsen afstanden 2013 - 3000 meter vrouwen maakte Sochrjakova haar debuut op een WK voor senioren, ze kwam niet verder dan een 23e plaats.
Bij de nationale allroundkampioenschappen behaalde ze in 2018 haar enige podiumplaats, ze werd tweede.

## Persoonlijke records
| Afstand    | Tijd    | Datum            | Baan           |
| ---------- | ------- | ---------------- | -------------- |
| 500 meter  | 39,69   | 28 december 2018 | Kolomna        |
| 1000 meter | 1.18,10 | 23 februari 2019 | Calgary        |
| 1500 meter | 1.56,37 | 12 december 2021 | Calgary        |
| 3000 meter | 4.00,94 | 7 februari 2020  | Calgary        |
| 5000 meter | 6.59,58 | 15 februari 2020 | Salt Lake City |

(laatst bijgewerkt: 14 december 2021)

## Resultaten
| Jaar | WK Afstanden                        | Olympische Spelen           | WK Junioren                                                                           |
| ---- | ----------------------------------- | --------------------------- | ------------------------------------------------------------------------------------- |
| 2010 |                                     |                             | 14e 1000m · 09e 1500m · 0 3000m · 06e allround (11e, 9e, 11e, 3e) · 05e achtervolging |
|      |                                     |                             |                                                                                       |
| 2013 | 23e 3000m                           |                             |                                                                                       |
|      |                                     |                             |                                                                                       |
| 2019 | 10e 3000m 08e 5000m                 |                             |                                                                                       |
| 2020 | DQ 3000m 010e 5000m 015e massastart |                             |                                                                                       |
|      |                                     |                             |                                                                                       |
| 2022 |                                     | 22e 1500m HF 10e massastart |                                                                                       |

(#, #, #, #) = op juniorentoernooi (500m, 1500m, 1000m, 3000m)